# Hardy (Arkansas)
Hardy és una població dels Estats Units a l'estat d'Arkansas. Segons el cens del 2000 tenia 578 habitants.

## Demografia
Segons el cens del 2000, Hardy tenia 578 habitants, 298 habitatges, i 159 famílies. La densitat de població era de 94,6 habitants/km².
Dels 298 habitatges en un 17,4% hi vivien nens de menys de 18 anys, en un 40,9% hi vivien parelles casades, en un 9,7% dones solteres, i en un 46,6% no eren unitats familiars. En el 43,6% dels habitatges hi vivien persones soles el 23,8% de les quals corresponia a persones de 65 anys o més que vivien soles. El nombre mitjà de persones vivint en cada habitatge era d'1,94 i el nombre mitjà de persones que vivien en cada família era de 2,67.
Per edats la població es repartia de la següent manera: un 16,8% tenia menys de 18 anys, un 6,9% entre 18 i 24, un 20,4% entre 25 i 44, un 27,9% de 45 a 60 i un 28% 65 anys o més.
L'edat mediana era de 49 anys. Per cada 100 dones de 18 o més anys hi havia 73,6 homes.
La renda mediana per habitatge era de 17.375 $ i la renda mediana per família de 25.500 $. Els homes tenien una renda mediana de 20.208 $ mentre que les dones 17.857 $. La renda per capita de la població era de 12.204 $. Entorn del 12,2% de les famílies i el 23,4% de la població estaven per davall del llindar de pobresa.

## Poblacions més properes
El següent diagrama mostra les poblacions més properes.